# Iglesia de Santa María (Torregutiérrez)

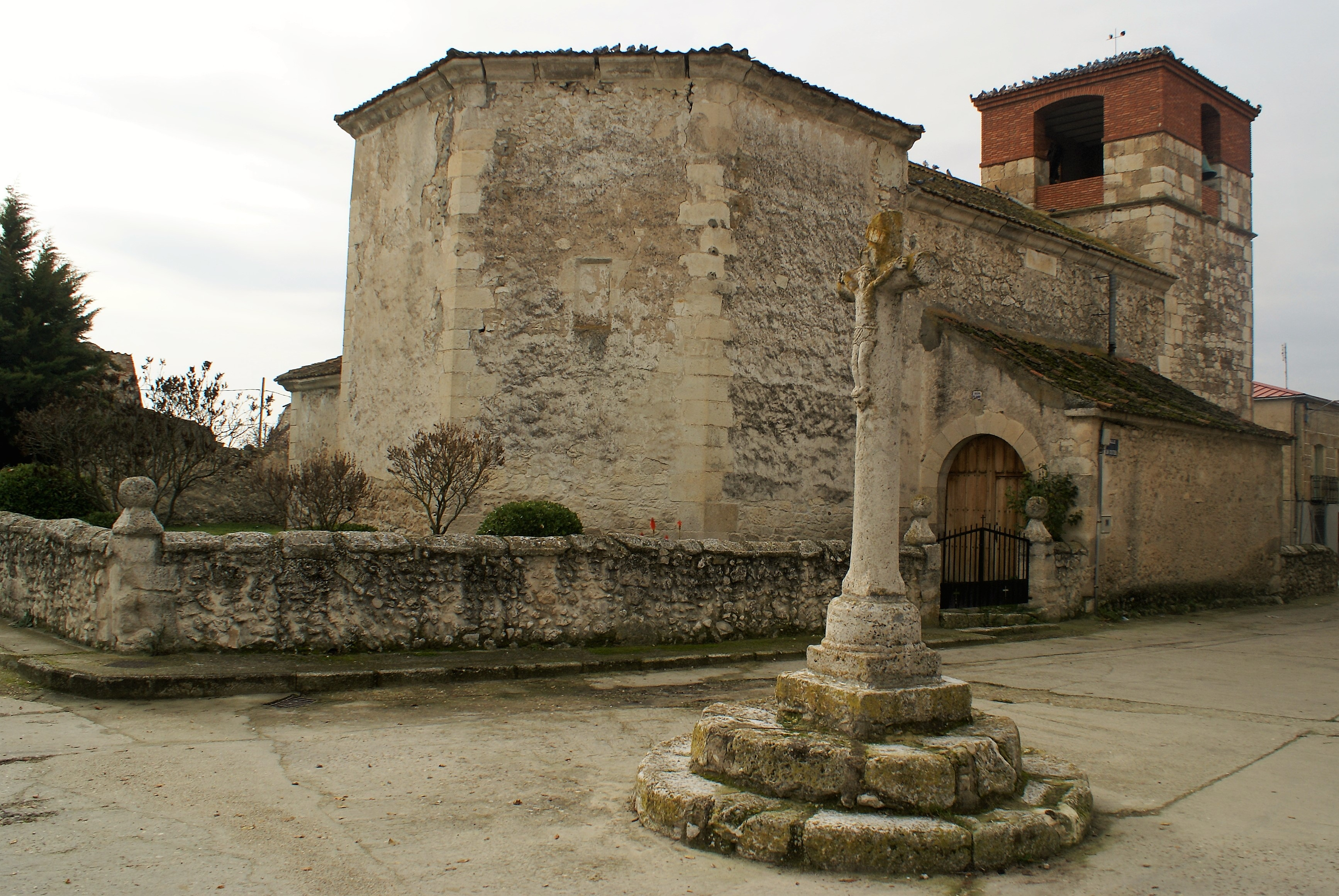
Crucero e iglesia

La iglesia de Santa María es un edificio de culto católico ubicado en la localidad de Torregutiérrez, barrio o arrabal del municipio de Cuéllar, en la provincia de Segovia, en la comunidad autónoma de Castilla y León.
Se trata de una construcción levantada a finales del siglo XVI o comienzos del XVII. Destaca en su volumen la torre, realizada en mampostería para el cuerpo y sillería para las esquinas, aunque después de su remodelación hace no muchas décadas quedó rematada de ladrillo visto, entorpeciendo el conjunto. 
En el interior conserva un cristo gótico y una virgen románica revestida, que tiene advocación a la Nuestra Señora del Rosario, patrona de la localidad, cuya festividad se celebra el primer fin de semana de octubre con una procesión por las calles de la localidad.
También destaca la pila bautismal gallonada, el armonio y varias estelas funerarias repartidas por los alrededores, en el espacio que fue utilizado desde la Edad Media como cementerio de la localidad.